# 7257 Yoshiya
7257 Yoshiya è un asteroide della fascia principale. Scoperto nel 1994, presenta un'orbita caratterizzata da un semiasse maggiore pari a 2,3606169 UA e da un'eccentricità di 0,1044373, inclinata di 3,71304° rispetto all'eclittica.